# Flandre impériale
Pour les articles homonymes, voir Flandre.

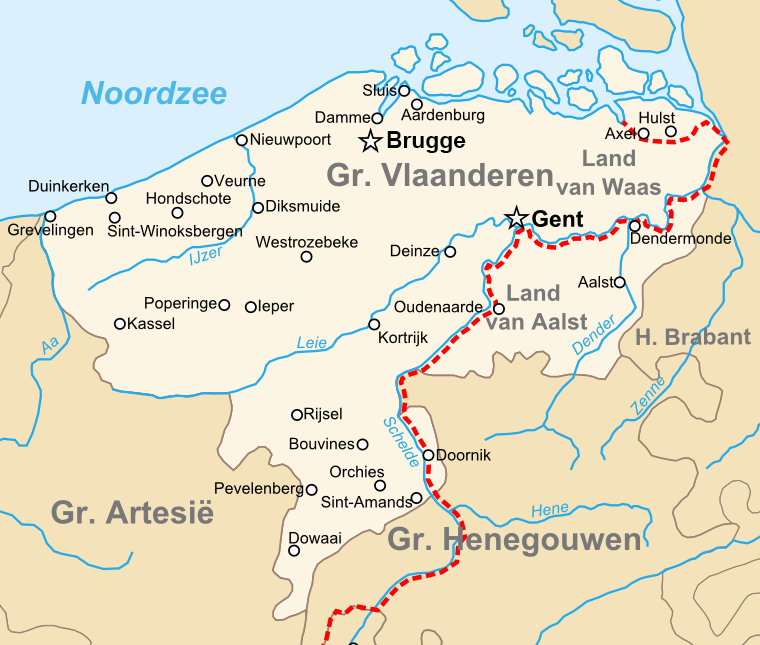
Carte topographique du comté de Flandre au XIVe siècle, figurant la frontière du Saint-Empire en rouge. La Flandre impériale se situe à l'est de cette frontière.

La Flandre impériale (en néerlandais : Rijks-Vlaanderen) désigne les fiefs des comtes de Flandre qui relevaient du Saint-Empire romain germanique, par opposition à la Flandre royale qui était la partie occidentale du comté de Flandre qui relevait du royaume de France, et qui était largement majoritaire. La partie impériale débute au XIe siècle, quand la maison de Flandre a étendu sa domination sur la rive droite de l'Escaut, dont était suzerain l'empereur des Romains.

## Histoire
Aux environs de l’an 1000, le comte Baudouin IV de Flandre était entré sur les zones impériales adjacentes dans le pagus de Brabant en Basse-Lotharingie. Lors de la mort du duc Otton, ses troupes s'emparèrent du siège épiscopal de Cambrai et le terrain autour des châteaux de Valenciennes et d'Ename à l'est de l'Escaut. En retour, Henri II, roi des Romains, s'est allié avec le roi franc Robert II et conquit la ville de Gand. Baudouin fut obligé de se soumettre à Aix-la-Chapelle et Gand lui fut rendue ; de plus, il reçut des mains de Henri II les seigneuries de Valenciennes et de Walcheren en fief. 
C'est là que commença la formation de la Flandre impériale. Baudouin V, comte de Flandre à partir de 1035, a dû mener des longs combats avec l'empereur Henri III pour s'imposer. Il agrandit ses possessions en Basse-Lotharingie d'Ename jusqu'au château d'Alost sur les rives de la Dendre, tandis que Valenciennes passa au comté de Hainaut. À la fin du XIe siècle, la Flandre impériale comprenait :
- les Quatre-Métiers (depuis 1018) ;
- les îles de la Zélande méridionale (Walcheren, Zuid-Beveland, Noord-Beveland, Borsele et Wolphaartsdijk, de 1018) ;
- le château de Gand et du quartier de Saint-Bavon (de 1018) ;
- le comté d'Alost (de 1056) ;

Gui de Dampierre, comte de Flandre, au moment où il désirait s'assurer la possession du château de Samson en même temps que celle du marquisat de Namur, céda la ville de Grammont et de la seigneurie de Bornem à l'évêque de Liège, en 1263, pour le reprendre de lui en fief, et de la sorte l'alleu se trouvait être redevenu un arrière-fief de l'Empire et donc une partie de la Flandre impériale.
Les deux parties de Flandre sont venues sous la domination du duc Philippe II de Bourgogne en 1384. Après l'extinction de la lignée à la mort de Charles le Téméraire en 1477, le comté alla à son gendre Maximilien de Habsbourg, fils de l'empereur Frédéric III. Dans la guerre de Succession de Bourgogne, le roi Louis XI de France essaya vainement de faire valoir ses droits féodaux sur la Flandre royale. Par le traité de Madrid signé en 1526, la France renonça à toute revendication sur les Flandres.